# Caecum cinctum
Caecum cinctum is een slakkensoort uit de familie van de Caecidae. De wetenschappelijke naam van de soort is voor het eerst geldig gepubliceerd in 1953 door Olsson & Harbison.

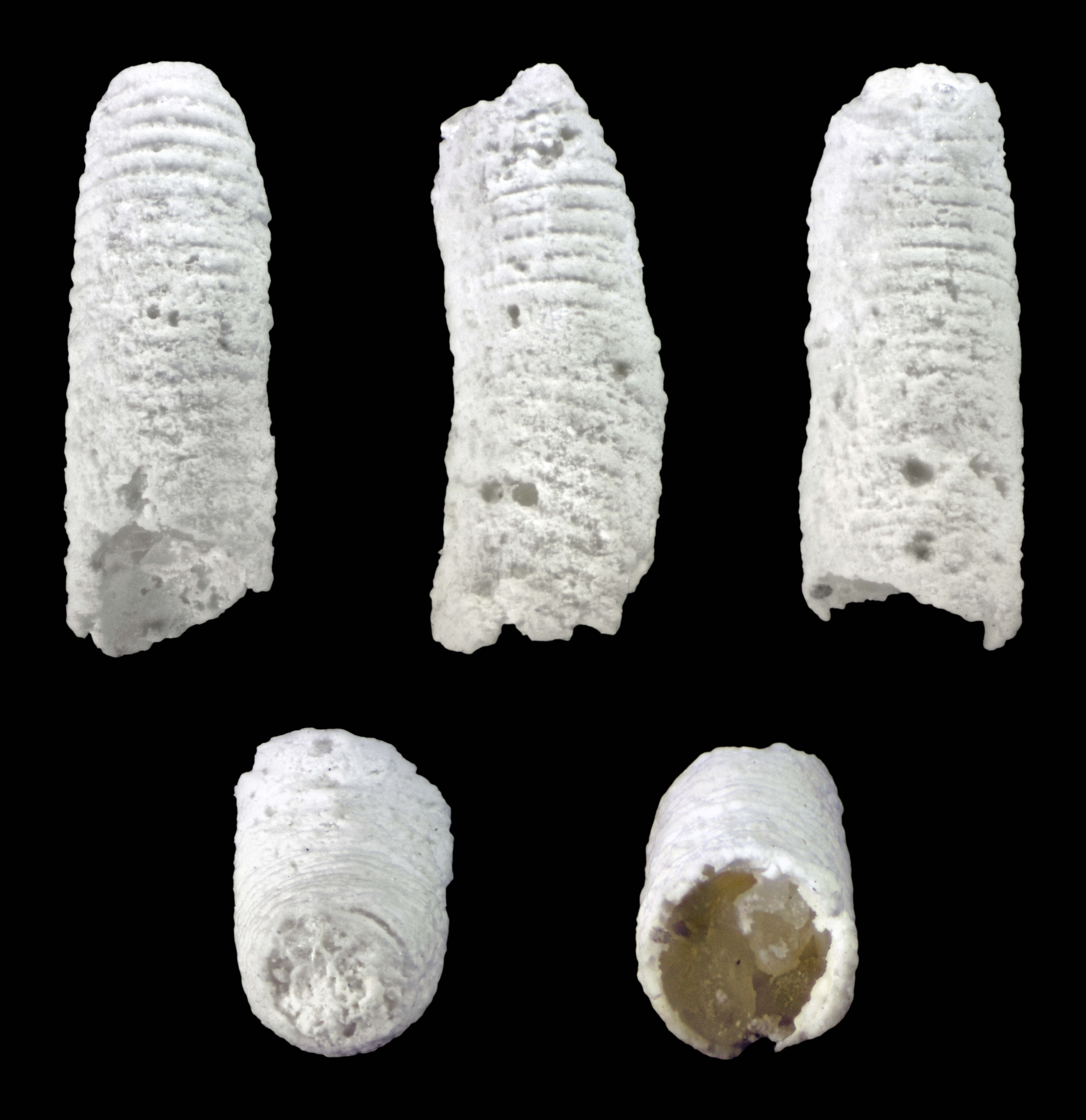
Fossiel, Plioceen, Florida